# Jacob Bagersted
Jacob Bagersted (* 25. März 1987 in Kopenhagen) ist ein dänischer Handballspieler.
Der 1,94 Meter große und 111 Kilogramm schwere Kreisläufer spielte bei Ajax København und ab 2008 bei FCK Håndbold. Ab 2010 stand er bei AG København unter Vertrag. Mit AG København gewann er 2011 die dänische Meisterschaft. Anschließend wechselte er zum Ligarivalen Aalborg Håndbold, mit dem er 2013 die Meisterschaft gewann. Ab der Saison 2014/15 spielte er in der Handball-Bundesliga für den SC Magdeburg. Mit dem SCM gewann er 2016 den DHB-Pokal. Im Sommer 2017 wechselte er zu Frisch Auf Göppingen. In der Saison 2021/22 trug er als Abwehrchef und Mannschaftskapitän wesentlich dazu bei, dass sich Frisch Auf für den Europapokal qualifizieren konnte. Im Sommer 2022 kehrte er nach Dänemark zurück und spielt für den Erstligisten SønderjyskE Håndbold.
Für die dänische Nationalmannschaft bestritt Bagersted 32 Länderspiele, in denen er 48 Tore warf. Er stand im Aufgebot für die Weltmeisterschaft 2011 und wurde Vize-Weltmeister.